# Cantón de Laon-Sur
El cantón de Laon-Sur era una división administrativa francesa, situada en el departamento de Aisne y la región Picardía.

## Composición
El cantón estaba formado por ocho comunas y una fracción de la comuna que le daba su nombre:
- Arrancy
- Athies-sous-Laon
- Bièvres
- Bruyères-et-Montbérault
- Chérêt
- Chivy-lès-Étouvelles
- Clacy-et-Thierret
- Eppes
- Étouvelles
- Festieux
- Laon
- Montchâlons
- Nouvion-le-Vineux
- Orgeval
- Parfondru
- Ployart-et-Vaurseine
- Presles-et-Thierny
- Samoussy
- Veslud
- Vorges

## Supresión del cantón de Laon-Sur
En aplicación del Decreto n.º 2014-202, de 21 de febrero de 2014, el cantón de Laon-Sur fue suprimido el 22 de marzo de 2015 y sus 20 comunas pasaron a formar parte; dieciocho del nuevo cantón de Laon-2, uno de nuevo cantón de Guignicourt, y la fracción de Laon que modificó su perímetro.